# Vernerjev zakon
Vernerjev zakon ali drugi germanski premik soglasnikov je skupina glasovnih sprememb praindoevropskih pripornikov v pragermanščini, ki jo je leta 1875 opisal in utemeljil danski jezikoslovec Karl Verner. Po tem zakonu so se pragermanski nezveneči priporniki *f, *þ, *s, *h, *hʷ razvili v *b, *d, *z, *g, *gʷ, če jim je po prvotnem praindoevropskem naglasu sledil naglašen zlog.

## Grimmov zakon in nejasnosti
Ena najbolj določujočih značilnosti germanskih jezikov je Grimmov zakon, ki pomeni sistematičen premik indoevropskih zapornikov v pragermanščini. 
Ob utemeljitvi Grimmovega zakona so se v zvezi z njim pojavile določene nejasnosti in izjeme glede razvoja indoevropskih nezvenečih zapornikov *p, *t, *k, *kʷ. V germanskih refleksih bi se ti morali praviloma razviti v nezveneče pripornike *f, *þ, *h, *hʷ. Jezikoslovci so izhajali iz stališča, da morajo glasovni zakoni veljati brez izjeme. V vzglasju (na začetku besede) je Grimmov zakon dejansko veljal brez izjem, toda v medglasju (na sredini besede) so se namesto pričakovanih nezvenečih pripornikov pojavljali zveneči zaporniki *b, *t, *g, *gʷ. Najpogosteje citirani primer je beseda 'oče': ide. *ph2tḗr > pgerm. *fadēr (namesto pričakovanega *faþēr) (nasprotno pa beseda 'brat' kaže pričakovan glasovni razvoj: ide. *bʰréh2tēr > pgerm. *brōþēr). 

## Rešitev nejasnosti: Vernerjev zakon
Nejasnosti je leta 1875 razložil danski jezikoslovec Karl Verner, ki je germansko gradivo primerjal s sanskrtskim in starogrškim. Ugotovil je, da je izjeme Grimmovega zakona mogoče pojasniti z mestom naglasa v indoevropskem prajeziku. Kadar prvotni indoevropski naglas ni bil na predhodnem zlogu, temveč na sledečem, je v pragermanščini povzročil, da so se nezveneči priporniki razvili v zveneče zapornike. Ta sprememba, ki je postala znana kot Vernerjev zakon in pomeni drugi germanski premik soglasnikov, potrjuje pomen primerjalne metode v jezikoslovju.
V indoevropskem prajeziku je bil naglas prost in je lahko padel na kateri koli zlog v besedi glede na morfološke in druge danosti. Grščina in sanskrt sta ohranila prvotni indoevropski naglas, medtem ko se je v pragermanščini naglas ne glede na dolžino besede ali zlogovno strukturo premaknil na prvi zlog besednega korena (z izjemo predpon). 
Razlika v razvoju indoevropskih zapornikov v germanskih jezikih je torej pogojena z mestom indoevropskega naglasa: 
- ide. *bʰréh2tēr, skt. bhrā́tā, gr. φράτηρ (naglas na prvem zlogu) > pgerm. *brōþēr 'brat'
- ide. *ph2tḗr, skt. pitā́, gr. πατήρ (naglas na drugem zlogu) > pgerm. *fadēr 'oče'

Premik indoevropskega prostega naglasa na prvi zlog v pragermanščini se je kronološko gledano zagotovo zgodil po obeh premikih soglasnikov, tj. po Grimmovem in Vernerjevem zakonu.
Spodnja tabela prikazuje oba niza glasovnih sprememb v pragermanščini. V spodnji vrsti pri vsakem paru desni simbol označuje glasovni razvoj v skladu z Vernerjevim zakonom. Razvoj je vedno odvisen od indoevropskega naglasa: kadar je bil ta na predhodnem zlogu, je glasovni razvoj sledil Grimmovemu zakonu, kadar pa je bil naglas na sledečem zlogu, velja glasovna sprememba po Vernerjevem zakonu. Iz tabele je razvidno, da Vernerjev zakon poleg indoevropskih pripornikov *p, *t, *k, *kʷ vpliva tudi na razvoj glasu *s.
| ide.            | *p | *p | *t | *t | *k | *k | *kʷ | *kʷ | *s | *s |
| Grimmov zakon   | *ɸ | *ɸ | *θ | *θ | *x | *x | *xʷ | *xʷ | *s | *s |
| Vernerjev zakon | *ɸ | *β | *θ | *ð | *x | *ɣ | *xʷ | *ɣʷ | *s | *z |

## Vernerjev zakon v germanski glagolski morfologiji
Vernerjev zakon je pomemben v morfologiji germanskih krepkih glagolov (tj. glagolov, ki tvorijo pretekli čas s spremembo korenskega samoglasnika). Zaradi delovanja Vernerjevega zakona se namreč lahko med oblikami posameznega glagola pojavljajo različni refleksi soglasnikov, kot kaže spodnja primerjava staroangleškega glagola weorþan 'postati' s sanskrtskim vártami 'obrnem' (oba sta iz ide. korena wert-, od koder izvirata tudi slov. glagol vrteti in lat. verto 'obrnem'):
| slovnična oblika    | stara angleščina | slovnična oblika   | sanskrt  |
| ------------------- | ---------------- | ------------------ | -------- |
| 1.os.edn. sedanjik  | weorþe           | 1.os.edn. sedanjik | vártami  |
| 1.os.edn. preteklik | wearþ            | 1.os.edn. perfekt  | vavárta  |
| 1.os.mn. preteklik  | wurdon           | 1.os.mn. perfekt   | vavr̥timá |
| pretekli deležnik   | worden           | glagolnik          | vavr̥taná |

Če je bil praindoevropski naglas na predhodnem zlogu, se v stari angleščini pojavlja nezveneči pripornik þ, če pa je bil naglas na sledečem zlogu, se þ spremeni v zveneči zapornik d (mesto ide. naglasa je razvidno in označeno v sanskrtskih oblikah).
Kadar sta se v pragermanščini znotraj glagolske paradigme izmenjevala glasova s/z, se je z v zahodnogermanskih jezikih razvil v r, kot prikazuje spodnja primerjava oblik glagola 'izbrati' v pragermanščini ter stari angleščini in stari saščini:
| slovnična oblika    | pragermanščina      | stara angleščina | stara saščina |
| ------------------- | ------------------- | ---------------- | ------------- |
| 1.os.edn. sedanjik  | *keusō 'izberem'    | ċēose            | kiusu         |
| 1.os.edn. preteklik | *kaus 'izbral sem'  | ċēas             | kōs           |
| 3.os.mn. preteklik  | *kuzun 'izbrali so' | curon            | kurun         |
| pretekli deležnik   | *kuzanaz 'izbran'   | (ġe)coren        | (gi)koran     |

Sodobni germanski jeziki so zaradi analogije poenostavili glagolske oblike, tako da so sledovi Vernerjevega zakona danes vidni le še v redkih primerih t.im. nepravilnih glagolov v zahodnogermanskih jezikih:
|                                 | nedoločnik | preteklik | pretekli deležnik |
| ------------------------------- | ---------- | --------- | ----------------- |
| angleško seethe 'vreti'         | seethe     | sod       | sodden            |
| nemško schneiden 'rezati'       | schneiden  | schnitt   | geschnitten       |
| nizozemsko verliezen 'izgubiti' | verliezen  | verloor   | verloren          |